# Czchów
Czchów – miasto w województwie małopolskim, w powiecie brzeskim, siedziba gminy miejsko-wiejskiej Czchów. W latach 1975–1998 miejscowość administracyjnie należała do woj. tarnowskiego. 1 stycznia 2000 Czchów odzyskał utracone w 1928 prawa miejskie. Według danych GUS z 1 stycznia 2024 r. miasto miało 2276 mieszkańców.

## Położenie

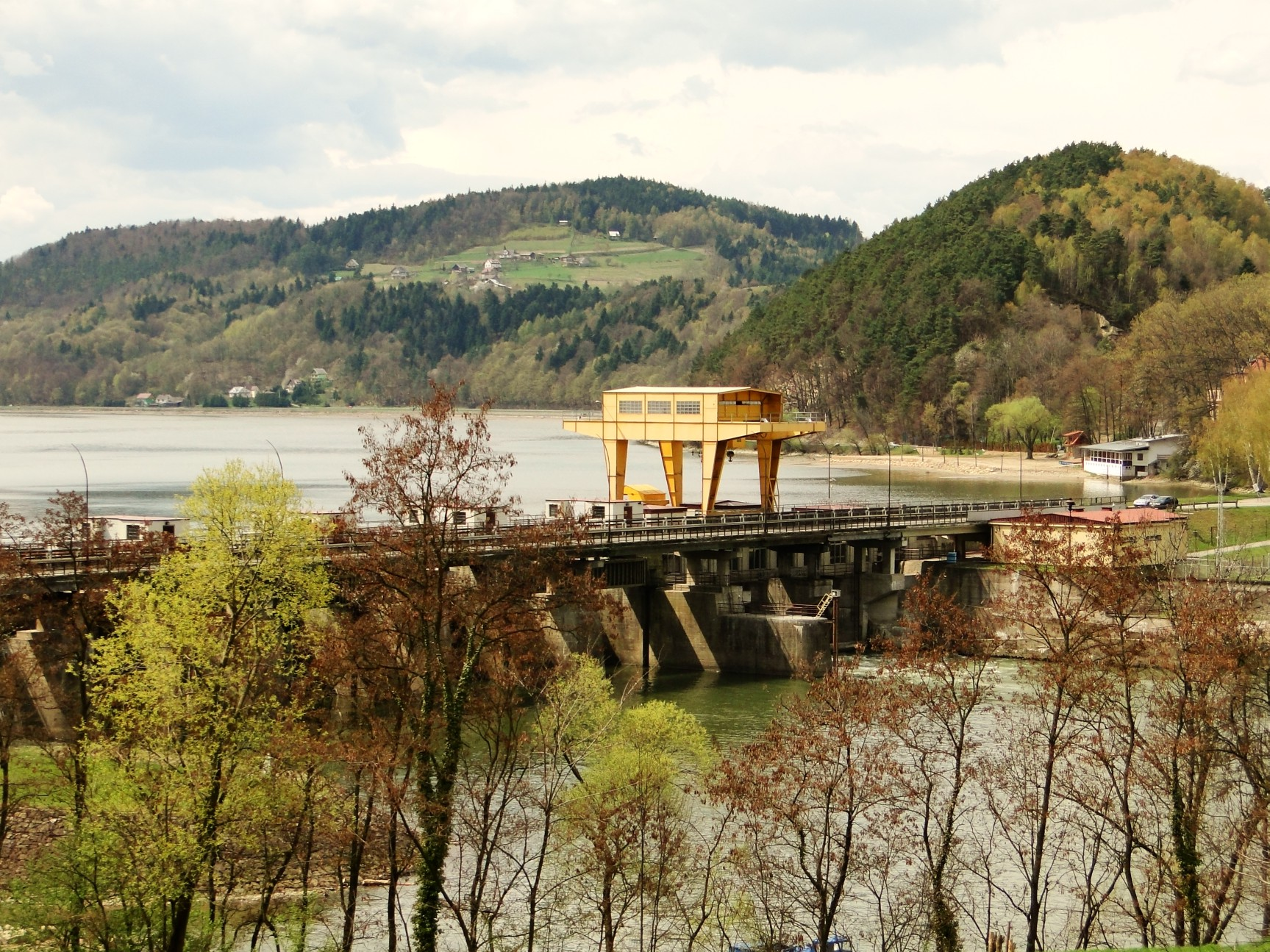
Jezioro Czchowskie, które powstało w wyniku spiętrzenia wód Dunajca i Elektrownia Czchów

Miasto jest położone na wschodnim krańcu Pogórza Wiśnickiego, przy drodze krajowej nr 75 nad Dunajcem i sztucznym zbiornikiem jeziorem Czchowskim, które powstało w wyniku spiętrzenia wód Dunajca (pomiędzy nimi znajduje się Elektrownia Czchów). Pola i zabudowania Czchowa zajmują dolinę na lewym brzegu Dunajca oraz stoki wzniesień Pogórza Wiśnickiego od Pęcherskiej Góry (363 m) po Machulec (483 m).

## Nazwa
Nazwę miejscowości w zlatynizowanej staropolskiej formie Czchow wymienia w latach (1470–1480) Jan Długosz w księdze Liber beneficiorum dioecesis Cracoviensis.
Z osadnictwem czeskim niekiedy jest wiązana nazwa miasta, występująca w dokumentach od XIII wieku także w formie Czechou, Cechou, Cehiov. Według Długosza wśród najdawniejszych mieszkańców przeważali Niemcy, jeńcy wzięci do niewoli w czasie wojen Bolesława Chrobrego z Cesarstwem. Pierwotnie Czechów, tj. Chechow w 1230, Czechow w 1257, od XIV wieku ustala się postać fonetycznie zredukowana do Czchów (w 1333, w 1410 ts.). Według Kazimierza Rymuta i Stanisława Rosponda nazwa pochodzi od nazwy osobowej Czech (skrócenie od Czesław). Niezrozumiałość nazwy Czchów być może spowodowała nazwy alternatywne, łac. Alba Ecclesia w 1410 i Byaly Kosczol (Biały Kościół) u Długosza w XV wieku. Forma Alba Ecclesia wystapiła już w 1357, a nieco później jej niemieckie wersje (Wyskirche w 1372, Woyskyerche w 1470). Ludność miejscowa nazywała miejscowość ćkuf (Ćków) kojarząc z ćkaniem (ćkać = jeść, napychać się jedzeniem).

## Historia Czchowa

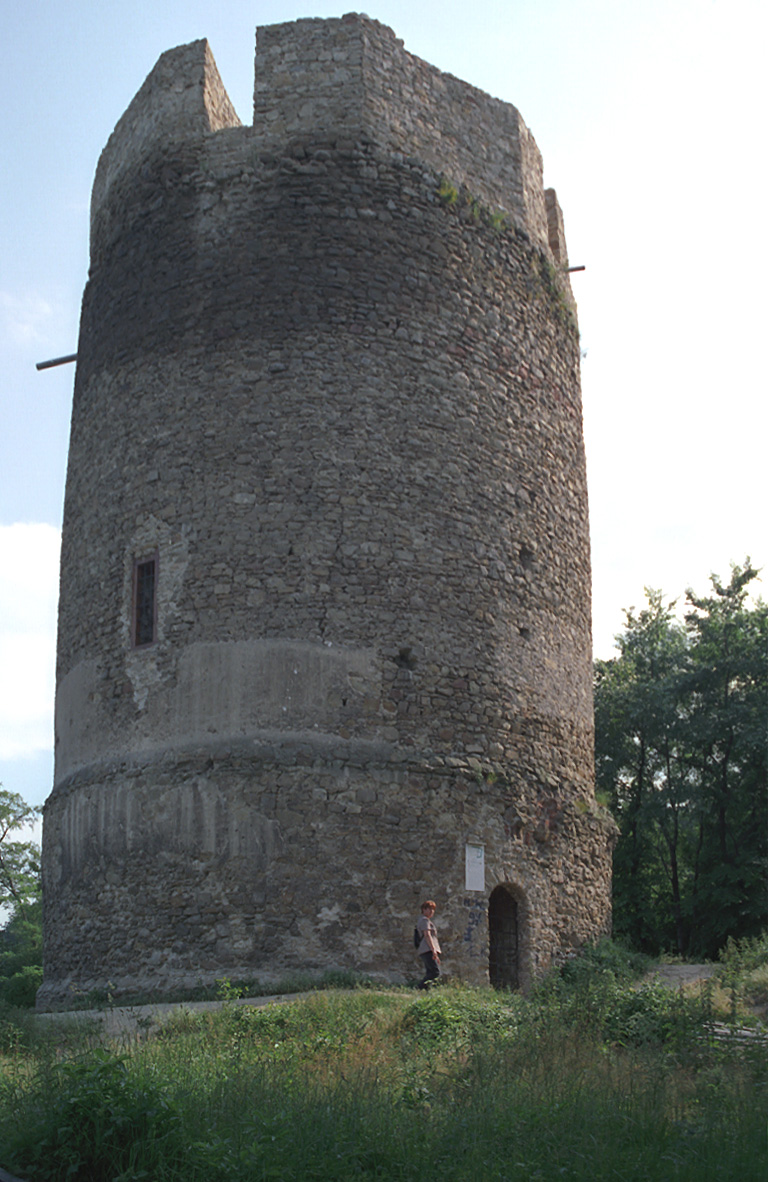
Średniowieczna wieża (stołp) w Czchowie

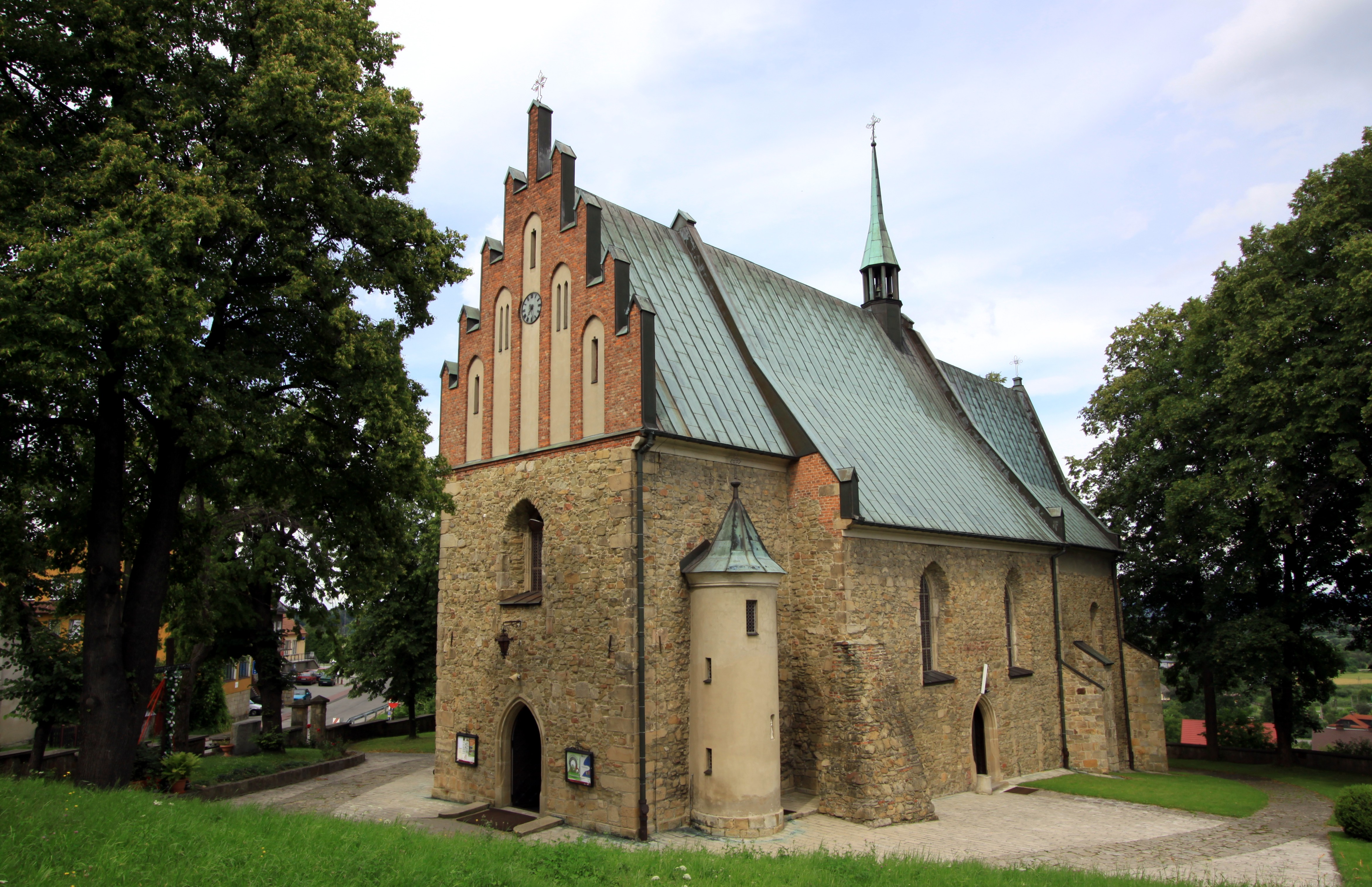
Kościół parafialny pw. Narodzenia NMP

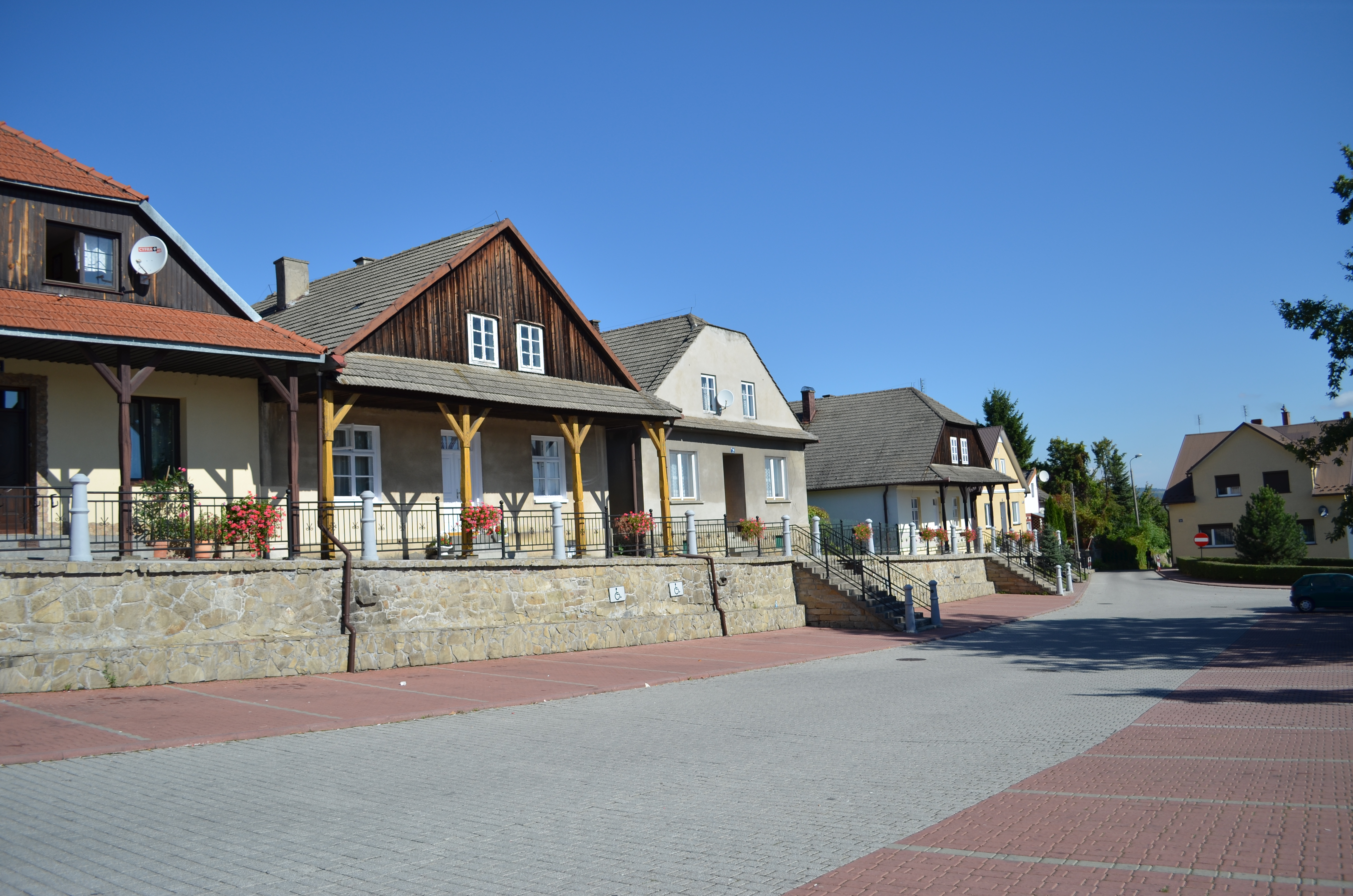
Rynek

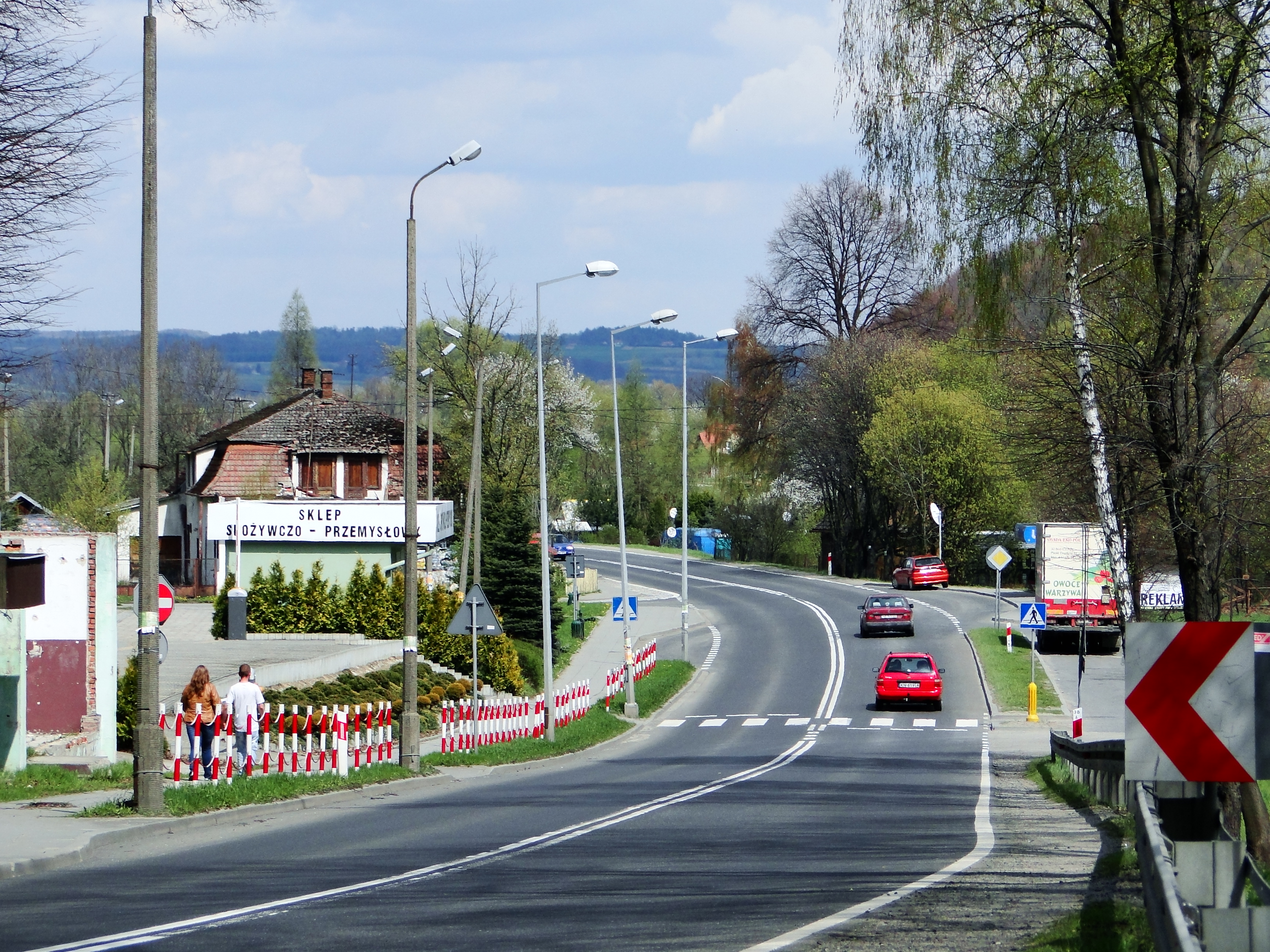
Główna ulica Czchowa – Sądecka, wjazd od strony Nowego Sącza

Ślady najdawniejszego osadnictwa w rejonie miasta sięgają czasów państwa wielkomorawskiego. W roku 1280 odbyło się tu spotkanie księżnej Kingi z księciem Leszkiem Czarnym, w asyście biskupa krakowskiego i innych dostojników w celu rozwiązania konfliktu między książętami. W wystawionym na tym zjeździe dokumencie Czchów określony jest jako wieś biskupa krakowskiego. Datowany na 1288 r. dokument przyznaje prawa do Czchowa benedyktynom tynieckim. Mimo iż dokument jest czasem uznawany za falsyfikat, to miejscowość rzeczywiście należała do benedyktynów w końcu XIII w., gdyż z ich rąk przeszła w ręce panującej dynastii na początku XIV w.
W 1327 r. istniała już w Czchowie królewska komora celna. W 1333 odziedziczyła go wraz z ziemią sądecką Jadwiga, wdowa po Władysławie Łokietku, a po jej śmierci w 1339 Kazimierz Wielki. Za jego panowania miasto zostało opasane murem obronnym, a przywilej wystawiony w Krakowie 24 listopada 1355 r. przeniósł je z lokacji na prawie średzkim na prawo magdeburskie.
Nie jest pewne kiedy Czchów otrzymał prawa miejskie. W przytoczonym dokumencie zmiany prawa lokacyjnego wspomniane jest, że prawa miejskie miał już dawno. W czasie lustracji w 1765 r. wójt z burmistrzami zeznali, że odnośny dokument im zgorzał.
Prawdopodobnie w tym samym czasie powstał na wzgórzu wznoszącym się nad miastem niewielki zamek dla obrony tutejszej komory celnej i szlaku handlowego. Trzonem zamku w Czchowie była obronna wieża ostatecznej obrony (stołp), będąca najstarszym elementem założenia, zbudowana przypuszczalnie jeszcze pod koniec XIII wieku.
W 1357 król potwierdził miastu immunitet sądowy, wkrótce Czchów był już stolicą powiatu sądowego, kasztelanią mniejszą i starostwem niegrodowym. Tu odbywały się roki sądu ziemskiego krakowskiego i połączone z tym zjazdy szlachty. Sąd ziemski przetrwał do reformy sądowniczej przeprowadzonej przez zaborcę pod koniec XVIII wieku.
Według zachowanych rachunków świętopietrza parafia w Czchowie istniała już w 1325 r., a niektóre źródła datują jej powstanie nawet na XII wiek. Kościół został erygowany w 1346 (lub według innych źródeł 1349) pw. Piotra Apostoła. Prawdopodobnie jeszcze w XIV w. zmieniono patrona kościoła i do dziś pozostaje on pw. Narodzenia NMP. Budynek został wzniesiony z miejscowego białego wapienia, stąd dawniej powszechna druga nazwa miasta – Alba Ecclesia.
W 1433 Czchów otrzymał prawo urządzania jarmarku, w 1489 kolejnego, a w 1565 Zygmunt August wyznaczył Czchów na miejsce stałych jarmarków przygranicznych.
Korzystne położenie miasta przy głównych szlakach handlowych prowadzących z Czech i Węgier do Polski, przywileje królewskie i stałe jarmarki zapewniały rozwój miasta. O bogactwie dawnego Czchowa świadczyć może założenie w roku 1545, przy poparciu Tomasza z Bochni, komornika żup bocheńskich, miejskich wodociągów i kanalizacji.

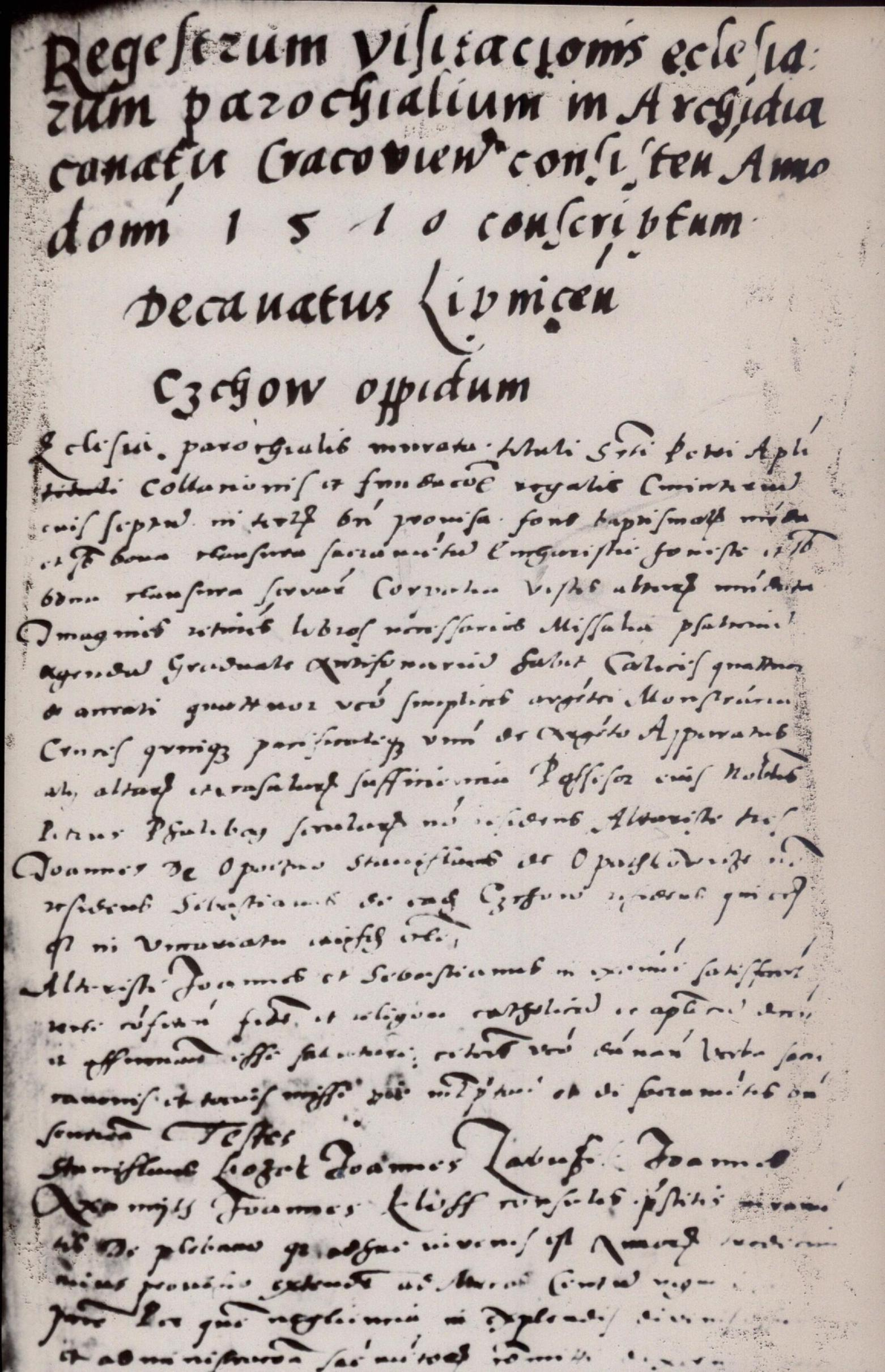
Wpis o Czchowie w rękopisie wizytacji biskupa Filipa Padniewskiego w 1570 roku

W 1501 na czchowskim rynku został ścięty za gwałcenie przymierza Eliasz, syn Piotra Aarona, hospodara wołoskiego, ostatni z dynastii Bohdanidów.
W XVI i XVII w. działał w Czchowie zbór unitariański, a przez pewien czas mieszkał też przywódca ruchu, włoski reformator religijny oraz twórca doktryny religijnej Braci Polskich, Faust Socyn.
Na początku XVII w. w Czchowie urodził się artysta malarz Florian Benedyktowicz, osiadły później i zmarły w Nowym Sączu w 1649.
Od połowy XVII w. rozpoczął się upadek znaczenia i bogactwa miasta. Przyczyną były zmiany szlaków handlowych, wylewy Dunajca, zwiększane świadczenia na rzecz króla i starostwa oraz klęski wojenne. W 1662 r. z 10 łanów, na których osadzone było miasto, pozostało po powodziach sześć, a liczba mieszkańców wynosiła 500 osób. W 1690 po zniszczeniach powodziowych pozostało 36 domów. Dawny zameczek stracił swe wojskowe znaczenie, pełniąc już tylko rolę więzienia.
Po I rozbiorze Polski Czchów znalazł się w zaborze austriackim. Od 1782 r. znajdował się w cyrkule bocheńskim. Przejście Czchowa pod administrację cesarską, a w 1781 w ręce prywatne (rodziny Benoe), nie zahamowało upadku miasta. W wydanej po raz pierwszy w 1786 r. „Geografii (...) Galicyi i Lodomeryi” jej autor, Ewaryst Andrzej, hrabia Kuropatnicki, pisał z pewną nostalgią o Czchowie: Miasto powiatowe niegdyś. Tu się sądy ziemskie województwa krakowskiego, a powiatów sądeckiego, czchowskiego, bieckiego, czyrzeckiego sądziły przedtem, i akta były ziemskie i podkomorskie.
W początkach XIX w. powstał tu zakład dobroczynny mający utrzymywać sześciu ubogich, z kapitału zakładowego, 5 mórg i 100 złotych reńskich.

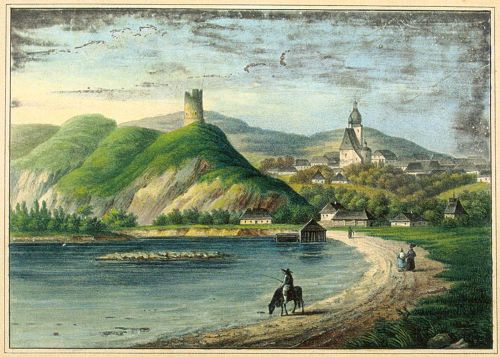
Widok Czchowa w 1837 roku

W końcu XIX w. Czchów awansował do rangi dekanatu, w skład którego weszły parafie Bieszadszyny. W roku 1928 Czchów utracił prawa miejskie, a przez okres międzywojenny był miejscem stałych targów bydła.
6 sierpnia 1944 Gestapo, w odwecie za rozbrojenie przez oddział AK załogi przy zaporze wodnej, zamordowało 11 osób.
9 października 1942 roku oddano do użytku zaporę wodną na Dunajcu w Czchowie, dzięki której powstało Jezioro Czchowskie.
W pobliżu Czchowa leży na pograniczu powiatu brzeskiego i nowosądeckiego zamek Tropsztyn w Wytrzyszczce. Zamek Tropsztyn jest pieczołowicie odbudowany i odrestaurowany, dostępny dla turystów.

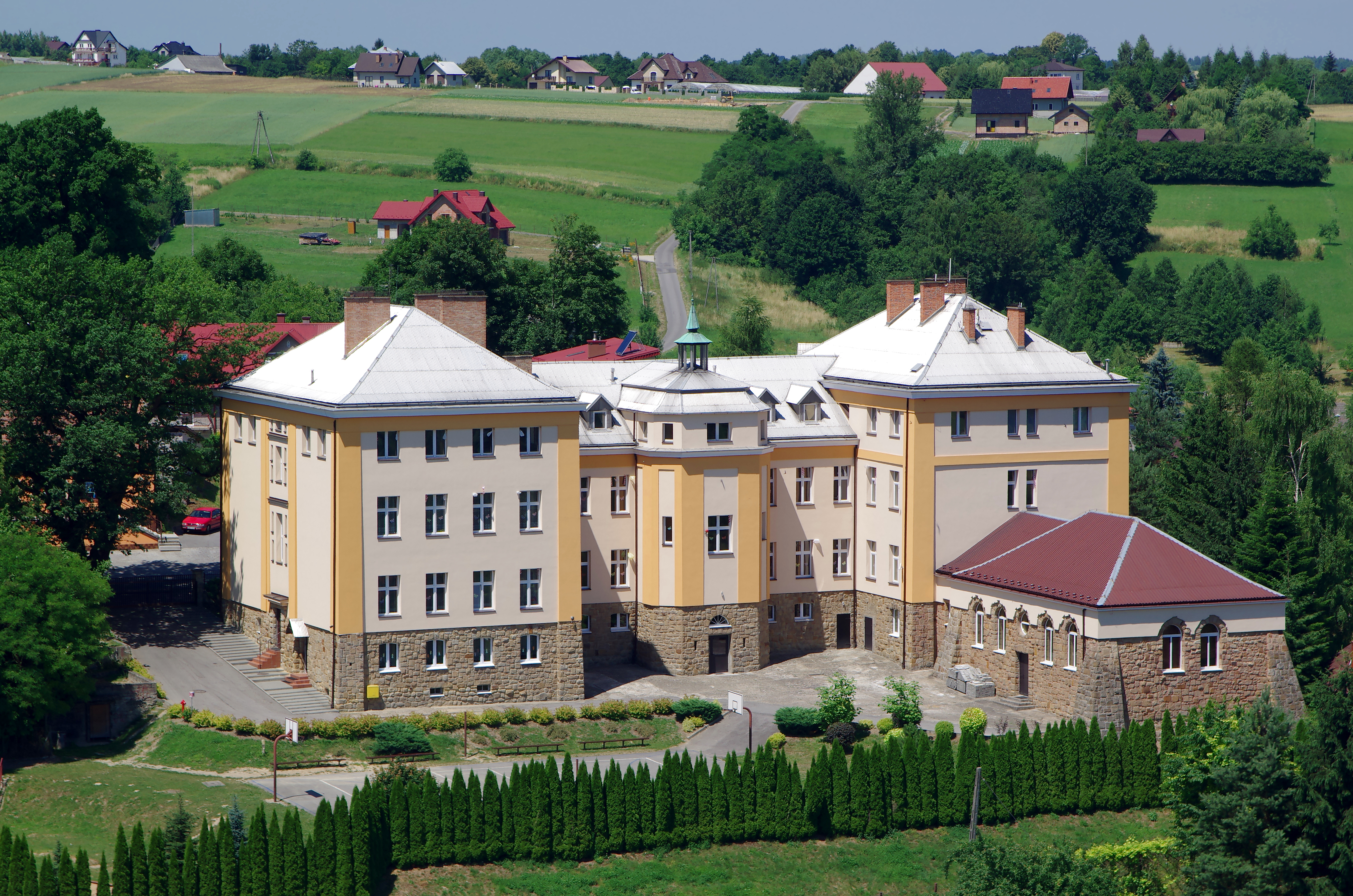
Publiczna Szkoła Podstawowa w Czchowie

## Zabytki
Obiekty wpisane do rejestru zabytków nieruchomych województwa małopolskiego.
- układ urbanistyczny z poł. XIV wieku,
- kościół parafialny pw. Narodzenia NMP, dzwonnica, otoczenie,
- cmentarz wojenny z I wojny światowej,
- Zamek w Czchowie – ruina zamku (baszta).

### Inne
- rzeźba lwa z niezachowanego do dziś romańskiego kościoła parafialnego pw. Narodzenia NMP,
- rynek z zabytkowymi podcieniami.

## Demografia

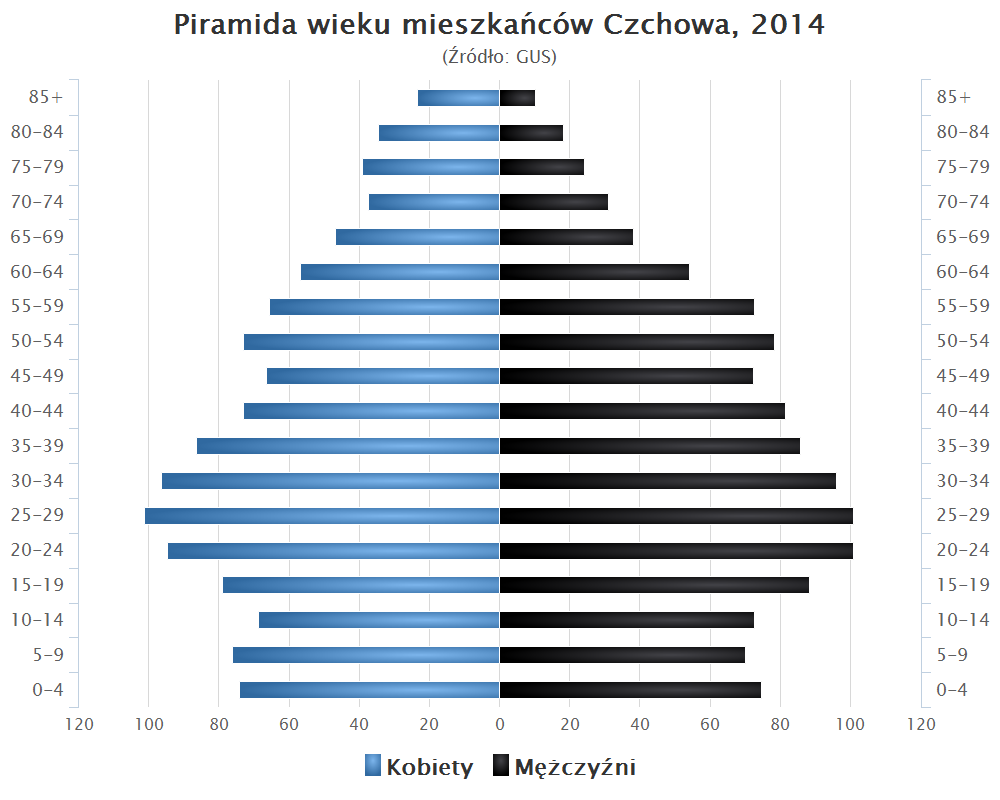
Piramida wieku mieszkańców Czchowa w 2014 roku

## Znane osoby
- Stanisław Milski – polski aktor teatralny, filmowy i telewizyjny, reżyser teatralny